# 吉備由利
吉備 由利（きび の ゆり、? - 宝亀5年1月2日（774年2月17日））は、奈良時代後期の女官。吉備真備の娘。従三位・尚蔵。吉備命婦とも記される。

## 経歴
藤原仲麻呂の乱後の天平宝字8年（764年）9月に、稲蜂間仲村女とともに従五位下から正五位上に昇叙されたとあるのが、初めての記録である。同年、10月17日付の御執経所奉請経文に「吉備命婦」と見えている。
仲麻呂の乱後、父の吉備真備とともに称徳天皇に信頼され、側近として典蔵を務めた。天平神護2年（766年）には、天皇のために一切経を書写している。神護景雲2年（768年）10月、従三位に昇進した。神護景雲4年（770年）、称徳天皇が病臥すると、同年8月に天皇が没するまでただ一人寝所に出入りを許され、群臣との取り次ぎを務めたという。この間、勅旨によって藤原永手と真備に軍事権が委ねられている。後に尚蔵となり、宝亀5年薨去した。
天平神護2年10月8日の奥書を持つ「吉備由利願経」が西大寺などに現存している。詳しく述べると、『西大寺資財帳』に「一部吉備命婦由利在四天王堂進納」とあり、以下に経巻名と巻数が記されており、その記述から、西大寺に一切経1部を施入したことが分かっている。天長5年（828年）2月、西大寺四天王堂にあったその一切経は法隆寺に移されている。

## 官歴
注記のないものは『続日本紀』による
- 時期不詳：従五位下
- 天平宝字8年（764年）9月23日：正五位上。10月17日：見命婦（『大日本古文書』による）
- 天平神護元年（765年）正月7日：勳四等
- 天平神護2年（766年）2月：見正四位下（『大日本古文書』による）
- 神護景雲元年（767年）10月26日（?）[9]：正四位上
- 神護景雲2年（768年）10月13日：従三位
- 神護景雲4年（770年）8月17日：見典蔵
- 時期不詳：尚蔵
- 宝亀5年（774年）正月2日：薨去